# Fabric (Computertechnik)
Als Fabric (engl. für „Gewebe, Gefüge, Struktur“) bezeichnet man in Computernetzwerken im Gegensatz zu einer einfachen Punkt-zu-Punkt-Verbindung ein Netzwerk von Leitungen, Routern und Switches, das eine gewisse Redundanz und Quervernetzung besitzt und darauf ausgelegt ist, Input und Output mit hohem Durchsatz, hoher Bandbreite und hoher Ausfallsicherheit zu gewährleisten.